# Internet Explorer 4
Microsoft Internet Explorer 4 (viết tắt IE4) là một trình duyệt đồ hoạ của được phát hành vào tháng 9 1997 bởi Microsoft, chủ yếu dành cho Microsoft Windows, nhưng cũng có bản dành cho Apple Mac OS, Solaris, và HP-UX và được tiếp thị là "The Web the Way You Want It".
Đây là một trong những nguyên nhân gây nổ ra trận chiến trình duyệt. Nó bị Microsoft thay thế bởi Internet Explorer 5 vào tháng 3 năm 1999. Bản 4.0 đã được bao gồm vào Windows 95 OEM Service Release 2.5 và 4.01 trong Windows 98, được thêm vào động cơ giao diện Internet Explorer Trident đã được giới thiệu. Nó chiếm hơn 60% thị trường vào tháng 3 năm 1999 khi IE5 được phát hành. Vào tháng Tám năm 2001, khi Internet Explorer 6 ra mắt, thị trường của IE4.x đã giảm xuống 7% và IE5 đã tăng tới 80%. Thị trường của IE4 giảm xuống dưới 1% vào năm 2004.
Internet Explorer 4 không còn có thể tải xuống từ Microsoft.